# Laurel, Maryland
Laurel är en ort i Prince George's County i Maryland. Vid 2010 års folkräkning hade Laurel 25 115 invånare.

## Kända personer från Laurel
- Andrew Maynard, boxare